# Ali Al-Barrak
 (décembre 2015).
Si vous disposez d'ouvrages ou d'articles de référence ou si vous connaissez des sites web de qualité traitant du thème abordé ici, merci de compléter l'article en donnant les références utiles à sa vérifiabilité et en les liant à la section « Notes et références ».
Ali Al-Barrak (arabe : علي البراق), né le 10 mai 1899 à Kairouan et mort le 4 décembre 1981, est un imam tunisien et récitateur du Coran.
Considéré comme l'un des piliers d'une culture arabe authentique, grâce à son rôle de récitatateur distingué du Coran selon les sept modes de lecture, il est en outre psalmodiste et muezzin à la mosquée Saheb Ettabaâ de Halfaouine. Il a l’honneur de participer à l’inauguration de Radio Tunis en 1938 et de poursuivre la lecture du Coran à la radio jusqu’aux années 1960, quand ses enregistrements remplacent sa récitation effectuée en direct.

## Enfance et études
Bien que non-voyant de naissance, Ali Al-Barrak défie son handicap et s’applique à puiser le savoir et les connaissances relatives aux sept modes de lecture du Coran en fréquentant un jardin d'enfants coranique (kouttab) de Kairouan, et ce jusqu’à la réalisation de son objectif : parachever la lecture du Coran via le chant religieux et la psalmodie. Il réussit ainsi à apprendre beaucoup de chants apologiques et à percer les secrets des chants du soufisme dont il fréquente les cercles.

## Installation à Tunis
Quand il arrive à Tunis au début des années 1930, il  rejoint la troupe de chants religieux animée par le cheikh Mohamed Ben Mahmoud, père d'Abdelaziz Ben Mahmoud qui a une émission hebdomadaire sur Radio Tunis, à laquelle se joint Al-Barrak. Cette troupe de chants panégyriques soufis créée par le doyen des Ben Mahmoud, le cheikh Souleiman Ben Mahmoud, se distingue dans le domaine des chants religieux suivant le modèle de la Soulamiya, en référence au saint Abdessalam Lasmar (en), enterré à Zliten (Libye), ville où est décédé également Mohamed Abdelaziz Agrebi en 1968 et qui était lui aussi attaché à sa démarche et un récitateur de ses chants.

## Entrée à la radio
Son entrée à la radio est rapportée par Mohamed Triki qui indique que, chaque fois qu’il le rencontrait, celui-ci lui demandait s’il allait à la maison de la radio sise alors à la place de la Monnaie (actuelle place Ali-Zouaoui) et, si la réponse était positive, il le priait de réciter la fatiha pour lui à son entrée, jusqu’à ce que Dieu exauce son désir de rejoindre la radio. Le directeur Othman Kaak finit par faire appel à lui mais ces lectures ne sont pas enregistrées.

## Deux premiers pèlerinages
Il suscite l’admiration des visiteurs des lieux sacrés de La Mecque lors de ses deux premiers pèlerinages, en 1950 et 1963, grâce à la qualité de sa diction. De même, Taha Hussein déclare lors de sa visite en Tunisie, à l’aube de l’indépendance, que « sa voix nous fait revivre la première ère de l’apparition du Coran et le début de la civilisation arabe ».
Quant à la diva arabe Oum Kalthoum, elle tient lors de sa visite en Tunisie en juin 1968, en se rendant à la maison de disques Ennagham, à écouter la récitation d'Ali Al-Barrak selon la version de Kaloun.

## Enregistrements
Par chance pour ses admirateurs, Ali Al-Barrak a été un témoin de la création de la télévision tunisienne en 1966 et du développement des médias, ce qui a permis d’enrichir la radio et la télévision par ses enregistrements audiovisuels dans différents registres et de les diffuser, notamment au cours du mois de ramadan.

## Décès
Le cheikh Ali Al-Barrak continue à célébrer les fêtes religieuses en compagnie du cheikh égyptien Amine Hassanein et du tunisien Abdelaziz Ben Mahmoud, en plus de procéder à des enregistrements radiophoniques et télévisés, jusqu’à sa mort.